# Ram Nath Kovind
Ram Nath Kovind (Derapur, 1º ottobre 1945) è un politico e avvocato indiano, Presidente della Repubblica Indiana dal 25 luglio 2017 al 25 luglio 2022.

## Biografia
Dopo la carriera di avvocato si iscrisse al Bharatiya Janata Party nel 1991 e nel 1994 fu eletto al Rajya Sabha (camera alta del Parlamento indiano) dallo stato dell'Uttar Pradesh.
Dall'8 agosto 2015 fu governatore dello stato di Bihar fino al 25 giugno 2017, quando si dimise dopo essere stato annunciato come candidato per le elezioni presidenziali del 2017, da cui uscì vincitore con i due terzi dei voti, iniziando così il suo mandato di Presidente dell'India il 25 luglio 2017.